# مسجد الشيخ خليل
مسجد الشيخ خليل هو مسجد أثري صغير قديم في الطرة شمال الأردن، يقع إلى الغرب من المسجد العمري الأثري بمسافة تقدر بقرابة كيل واحد. لا يُعرف على وجه الدقة السنة أو العهد الذي بُني فيه المسجد، إلا أن هناك أقوالا أنه بُني عام 1250 هـ، لكن لا دليل يؤكد ذلك. ويُعتقد أن المسجد أقدم من ذلك بكثير، إذ يربط بين حجمه وبين اسم المسجد العمري في المدينة الذي يُطلق عليه اسم المسجد العمري الكبير، كما تشير بعض الآثار على جدران المسجد وحوله أنه أقدم من القرن الثالث عشر الهجري بمدة طويلة. وقد سُمي المسجد باسمه نسبة لرجل اسمه الشيخ خليل يُقال إنه من بلدة أم ولد جنوب سوريا حالياً، ولكن لا دليل يؤكد أو ينفي ذلك تأريخياً وأثرياً. تهدم المسجد على إثر عاصفة مطرية عام 2019 م.